# Columba di Iona
Columba di Iona, in irlandese Colum Cille, che significa "colomba della Chiesa" (Gartan, 7 dicembre 521 – Iona, 9 giugno 597), è stato uno dei più importanti monaci celtici, tra coloro che introdussero il cristianesimo in Scozia nell'Alto Medioevo.
Il giorno della sua festa è il 9 giugno e con san Patrizio e santa Brigida d'Irlanda è uno dei santi patroni dell'Irlanda.
Oltre che a Iona, san Columba è molto venerato nella comunità irlandese che porta il suo nome, Glencolumbkille ("Vallata di Columba" dall'irlandese), nella penisola di Slieve League.

## Biografia
Columba nacque in Irlanda da Fedhlimidh e Eithne del clan Uí Néill di Gartan.
Da parte di padre era pronipote di Niall Noigíallach ("Niall dei Nove Ostaggi"), un re irlandese del V secolo che secondo alcuni racconti agiografici avrebbe rapito san Patrizio durante una scorreria in Scozia portandolo con sé in Irlanda ancora ragazzo.
Attratto dalla vita religiosa e in particolare da quella monastica, Columba divenne monaco e ben presto fu ordinato sacerdote. Fu uno dei Dodici apostoli d'Irlanda che studiarono alla scuola di san Finnian di Clonard. Afferma la tradizione che, intorno al 560, egli restò coinvolto in una disputa con san Finnian di Moville. 
Durante un soggiorno di studio alla famosa scuola di Moville, nella contea di Down, Columba copiò di nascosto e senza autorizzazione un prezioso salterio. 
La leggenda afferma che san Columba, al buio, copiava scrivendo con la mano destra, mentre le dita della sua mano sinistra gli facevano luce. Quando Finnian lo scoprì, insistette per avere indietro la copia abusiva, ma Columba si rifiutò di consegnarla.
Perciò Columba fu portato in giudizio da san Finnian dinanzi al re Diarmuid che sentenziò: 
San Columba fu costretto a restituire la copia, ma si offese molto. Columba era di stirpe nobile, e quando uno dei suoi seguaci fu condannato a morte per ordine dello stesso re Diarmuid, riunì i suoi parenti e gli mosse guerra. 
La "battaglia del libro" si consumò nel 561 a Cooldrumman (Cúl Dreimhne), nei pressi di Drumcliff, ai piedi del Benbulben, nella contea di Sligo e volse completamente a favore di san Columba. Le vittime furono 3000 tra le file del re Diarmuid, mentre Columba ebbe un solo morto. 
La copia del salterio eseguita da Columba è stata tradizionalmente associata con il Cathach di San Columba, conservato alla Royal Irish Academy di Dublino. Come penitenza per le morti provocate dal suo gesto, Columba propose di lavorare come missionario in Scozia per aiutare a convertire tante persone quante erano morte nella battaglia. Egli andò dunque in esilio via dall'Irlanda e non rivide mai più la sua terra natia.
Nel 563 Columba partì per la Scozia, dove secondo la leggenda toccò terra dapprima alla punta meridionale della penisola di Kintyre, vicino a Southend, nella Scozia occidentale. Tuttavia, essendo ancora in vista dell'Irlanda, si spostò più a nord lungo la costa occidentale della Scozia. Gli fu concesso quindi di approdare all'isola di Iona, che sarebbe divenuta il centro della sua missione evangelizzatrice in Scozia. 
Oltre al servizio che fornì guidando l'unico avamposto di alfabetizzazione della regione, la sua fama di santità lo portò a svolgere anche un ruolo di mediatore tra i clan scozzesi sempre in lotta tra loro; si narrano anche molte storie di miracoli che egli avrebbe compiuto durante la sua missione per convertire i Pitti e gli Scoti.
Una delle sue espressioni più conosciute, in cui riassumeva la sua fede, è: 
(San Columba di Iona)
A causa della fama raggiunta dal suo venerabile fondatore e della sua posizione come uno dei maggiori centri di studio e di insegnamento, l'isola di Iona divenne un centro di pellegrinaggio. Si sviluppò pertanto una rete di alte croci celtiche per segnare i percorsi delle processioni intorno al santuario di Iona.
I resti di Columba furono traslati nell'849 e divisi tra Alba (il nome gaelico della Scozia) e l'Irlanda. Alcune reliquie del santo furono riportate dall'esercito scozzese nel reliquiario costruito a Iona verso la metà dell'VIII secolo, chiamato il Brechbennoch. 
Una preghiera del XIII secolo nell'Antifonario di Inchcolm, un'isola nel Firth of Forth, in Scozia, la cui abbazia è definita la "Iona dell'est", inizia con le parole:
(Antifonario di Inchcolm)

## Le fonti

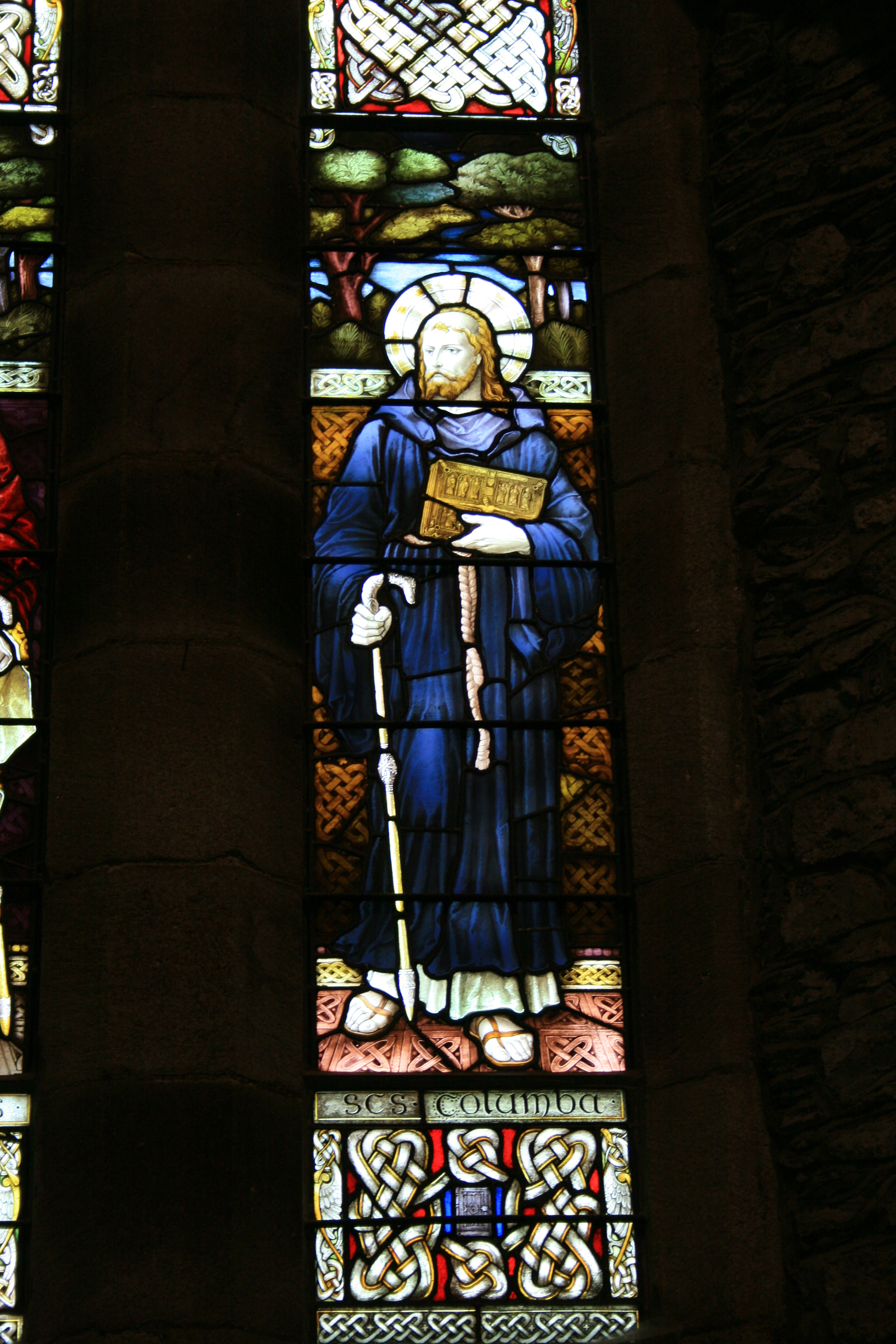
San Columba di Iona - vetrata della cattedrale di santa Brigida a Kildare

La fonte principale di informazione sulla vita di Columba è la Vita Columbae di Adomnán, il nono abate di Iona, che morì nel 704. Sia questa biografia che quella di san Beda il Venerabile (Historia ecclesiastica gentis Anglorum III, 3, 1-3) riferiscono la visita che Columba fece a Bridei, sovrano del regno scozzese di Fortriu, ma mentre Adomnán dice solo che il santo visitò Bridei, Beda riporta una successiva tradizione, forse dei Pitti, in cui Columba effettivamente convertì il re dei Pitti. 
Un'altra fonte è la composizione poetica Amra Choluim Chille ("Elogio di San Columba"), composta dal poeta Dallán Forgaill subito dopo la morte del santo. Secondo la tradizione questo testo, che consta di 25 strofe di quattro versi eptasillabi ed è probabilmente la più antica poesia databile in lingua irlandese, sarebbe stato scritto per ringraziare il santo di aver convinto i principi irlandesi nell'assemblea di Druim Cett (575) a non espellere dall'Irlanda i poeti, ritenuti troppo esosi.
La prima citazione storica del nome di re Artù in un documento inglese si trova, come Arturius, nella Vita Columbae di Adomnán. Essa appare come il nome di un principe degli Scoti, il figlio di Áedán mac Gabráin, sovrano dall'anno 574 del regno gaelico di Dál Riata, tra la costa occidentale della Scozia e quella settentrionale dell'Irlanda, assai lontano dal famoso rifugio del leggendario Re Artù nel sudovest della Britannia.
La Vita Columbae è anche la fonte del primo resoconto conosciuto relativo al mostro di Loch Ness. A quanto racconta Adomnán, Columba si imbatté in un gruppo di Pitti che stavano seppellendo un uomo ucciso dal mostro e lo riportò in vita. Secondo un'altra tradizione salvò un uomo che si trovava in acqua con il segno della croce e l'imprecazione: Tu non andrai più oltre, alla quale la bestia fuggì terrorizzata, tra la meraviglia delle persone che si erano radunate intorno e che glorificarono il Dio di Columba. Il testo di Adomnán afferma esplicitamente che il mostro stava nuotando nel fiume Ness, che attraversa il lago omonimo, piuttosto che nel lago stesso.
Alio quoque in tempore, cum vir beatus in Pictorum provincia per aliquot moraretur dies, necesse habuit fluvium transire Nesam: ad cujus cum accessisset ripam, alios ex accolis aspicit misellum humantes homunculum; quem, ut ipsi sepultores ferebant, quaedam paulo ante nantem aquatilis praeripiens bestia morsu momordit saevissimo: cujus miserum cadaver, sero licet, quidam in alno subvenientes porrectis praeripuere uncinis. Vir e contra beatus, haec audiens, praecipit ut aliquis ex comitibus enatans, caupallum, in altera stantem ripa, ad se navigando reducat. Quo sancti audito praedicabilis viri praecepto, Lugneus Mocumin, nihil moratus, obsecundans, depositis excepta vestimentis tunica, immittit se in aquas. Sed bellua, quae prius non tam satiata, quam in praedam accensa, in profundo fluminis latitabat, sentiens eo nante turbatam supra aquam, subito emergens, natatilis ad hominem in medio natantem alveo, cum ingenti fremitu, aperto cucurrit ore. Vir tum beauts videns, omnibus qui inerant, tam barbaris quam etiam fratribus, nimio terrore perculsis, cum salutare, sancta elevata manu, in vacuo aere crucis pinxisset signum, invocato Dei nomine, feroci imperavit bestiae dicens, Noles ultra progredi, nec hominem tangas; retro citius revertere. Tum vero bestia, hac Sancti audita voce, retrorsum, ac si funibus retraheretur, velociori recursu fugit tremefacta: quae prius Lugneo nanti eo usque appropinquavit, ut hominem inter et bestiam non amplius esset quam unius contuli longitudo. Fratres tum, recessisse videntes bestiam, Lugneumque commilitonem ad eos intactum et incolumem in navicula reversum, cum ingenti admiratione glorificaverunt Deum in beato viro. Sed et gentiles barbari, qui ad praesens inerant, ejusdem miraculi magnitudine, quod et ipsi viderant, compulsi, Deum magnificaverunt Christianorum.»
In un altro momento, allorché il Santo dimorava per un certo numero di giorni nella regione dei Pitti, ebbe la necessità di attraversare il fiume Ness, presso la riva del quale, una volta giuntovi, notò alcuni degli abitanti del luogo seppellire un povero omiciattolo. Questi, come lo affermavano i seppellitori stessi, mentre nuotava poco tempo addietro, lo morse d'un morso crudelissimo una certa bestia acquatica, d'improvviso. Il suo misero cadavere, benché tardi, lo trasportarono alcuni uomini venuti dal fiume su di una barca d'olmo, tirandolo a sé tramite uncini. Al ciò, il Santo, udendo tali racconti, ordinò che uno tra i suoi compagni, a nuoto, gli portasse la nave che stava sull'altra riva, facendola galleggiare. Udita la richiesta dell'uomo di preghiera, Lugneus Mocumin, senza attendere, obbedendo, si tolse gli abiti tranne la tunica e si gettò in acqua. Ma la belva, che prima non si era tanto saziata quanto ingolosita dalla preda, attendeva nel profondo del fiume e sentendo l'acqua in superficie mossa dall'uomo che nuotava, emergendo d'improvviso, nuotando verso l'uomo che nuotava in mezzo al fiume, con un movimento impetuoso, si slanciò con le fauci aperte. Allora, il Santo, vedendo lo spettacolo, benché tutti i presenti, sia barbari che frati, fossero scossi da un grande terrore, allorché ebbe, levando la santa mano, tracciato nell'aria vuota il segno della croce, invocato il nome di Dio, diede ordini alla feroce bestia con tali parole: "Non avanzerai oltre, non toccherai l'uomo. Vattene in fretta". Allora la bestia, udita la voce del Santo, come se fosse stata tirata da funi, fuggì all'indietro, con un guizzo più rapido, terrorizzata. La bestia si era prima avvicinata tanto a Lugneo, che tra di essa e l'uomo non vi era nemmeno la distanza di un metro. In quel momento i frati, erano retrocessi nel vedere la bestia, ma nel vedere che il loro compagno Lugneo era tornato a loro sano e salvo sulla piccola imbarcazione, con grande ammirazione glorificarono il nome di Dio compiuto nel Santo. Ma anche i barbari pagani che erano presenti, per la grandezza del suo miracolo, che avevano essi stessi veduto, commossi, glorificarono il Dio dei Cristiani.»
(Vita Columbae, 2, 28.)